# Насірваз
Насірваз (азерб. Nəsirvaz) — село в Ордубадському районі Азербайджану, в Нахічеванській Автономній Республіці.
А. Айвазян називає село Месропаваном від імені Месропа Маштоца — творця вірменського алфавіту, який жив тут близько 4 років. Поруч із селом є давні петрогліфи і вірменський монастир, також названий на честь святого Месропа Маштоца.